# Ewa Karlström
Pour les articles homonymes, voir Karlström.
Ewa Karlström (née le 12 février 1965 à Gävle) est une productrice de cinéma suédo-allemande.

## Biographie
Ewa Karlström vient en Allemagne à l'âge de douze ans avec ses parents et sa jeune sœur Lisa Karlström. En 1987, elle s'inscrit à la Hochschule für Fernsehen und Film München et se spécialise dans la production de 1989 à 1992.
En 1990, elle fonde avec Katja von Garnier la société Vela-X pour faire le film Abgeschminkt! qui a un succès surprise en 1993 avec 1,1 million de spectateurs.
En 1996, elle fonde avec Andreas Ulmke-Smeaton (de) SamFilm (de) qui fait de nombreux succès comme Das merkwürdige Verhalten geschlechtsreifer Großstädter zur Paarungszeit en 1998 et la série Die Wilden Kerle à partir de 2003. Lorsqu'un film a un succès, elle en fait aussi une série comme Le Club des 5 ou Whisper.

## Filmographie
Cinéma
- 1993 : Abgeschminkt!
- 1997 : Bandits
- 1998 : Das merkwürdige Verhalten geschlechtsreifer Großstädter zur Paarungszeit
- 2000 : Der Himmel kann warten
- 2003 : Die Wilden Kerle
- 2005 : Die Wilden Kerle 2
- 2005 : Es ist ein Elch entsprungen
- 2006 : Die Wilden Kerle 3
- 2006 : Sunny
- 2007 : Die Wilden Kerle 4
- 2007 : Weißt was geil wär…?!
- 2008 : DWK 5 – Die Wilden Kerle: Hinter dem Horizont
- 2008 : Sommer
- 2009 : Gangs
- 2010 : Tolstoï, le dernier automne
- 2010 : Rock It!
- 2010 : Groupies bleiben nicht zum Frühstück
- 2011 : Le Bleu du ciel
- 2012 : Le Club des 5
- 2013 : Le Club des 5 en péril
- 2013 : Whisper : Libres comme le vent
- 2014 : Le Club des 5 : L'île des pirates
- 2014 : The Dark Valley
- 2015 : Le Club des cinq et le Secret de la pyramide
- 2015 : Whisper 2
- 2016 : Die wilden Kerle – Die Legende lebt!
- 2016 : Verrückt nach Fixi
- 2017 : Maria Mafiosi
- 2017 : Whisper 3

- 2018 : Le Club des cinq et la vallée des dinosaures

Télévision
- 1994 : Heimliche Zeugin
- 1997 : Beck (9 épisodes)
- 2001 : Die Liebe meines Lebens
- 2005 : La Blessure d'Andréa
- 2017 : Trakehnerblut (série)